# Saison 8 de Supernatural
Chronologie
Saison 7 Saison 9
Cet article présente les vingt-trois épisodes de la huitième saison de la série télévisée américaine Supernatural.

## Synopsis
Un an s'est écoulé depuis l'affrontement contre le chef de léviathans, Dick Roman, et la disparition de Castiel et Dean. Ce dernier réapparaît seul en plein milieu d'une forêt, un étrange passager clandestin dans son avant-bras répondant au prénom de Benny. Une fois au refuge de Rufus, il retrouve son frère Sam et apprend avec stupeur qu'il ne l'a pas recherché et a arrêté la chasse.
De son côté, Kevin Tran se cache de Crowley depuis un an à la suite de son évasion. Il leur apprend qu'il existe une autre tablette contenant la Parole de Dieu, qui indique comment fermer les portes de l'Enfer pour toujours. Dean, Sam et Kevin vont tout faire pour réussir à en finir avec Crowley et ses démons afin de vivre une vie normale.

## Distribution

### Acteurs principaux
- Jared Padalecki (VF : Damien Boisseau) : Sam Winchester
- Jensen Ackles (VF : Fabrice Josso) : Dean Winchester

### Acteurs récurrents et invités
- Misha Collins (VF : Guillaume Orsat) : Castiel
- Mark Sheppard (VF : Fabien Jacquelin) : Crowley
- Osric Chau (VF : Alexandre Nguyen) : Kevin Tran
- Liane Balaban (VF : Christine Lemler) : Amelia Richardson [2]
- Ty Olsson (VF : Julien Kramer) : Benny Lafitte [3]
- Amanda Tapping (VF : Hélène Chanson) : Naomi [4]
- Lissa Neptuno  (VF : Patricia Rossano) : Channing Ngo (épisode 1)
- Lauren Tom (VF : Patricia Legrand) : Linda Tran [5] (épisodes 2 et 7)
- Tyler Johnston (VF : Maxime Baudouin) : Samandriel (épisodes 2, 7 et 10)
- Brit Sheridan (VF : Fily Keita) : Kate (épisode 4)
- DJ Qualls (VF : Thierry Bourdon) : Garth (épisode 6)
- Jon Gries (VF : Georges Caudron) : Martin Creaser (épisode 9)
- Felicia Day (VF : Anne Rondeleux) : Charlie Bradbury [6] (épisodes 11 et 20)
- Alaina Huffman (VF : Olivia Nicosia) : Abbadon (épisodes 12, 22 et 23)
- Gil McKinney (VF : Régis Reuillhac) : Henry Winchester [7] (épisode 12)
- Adam Rose (VF : Patrick Mancini) : Aaron Bass (épisode 13)
- Rachel Miner (VF : Sylvie Jacob) : Meg Masters (épisode 17)
- Madison McLaughlin (VF : Leslie Lipkins) : Krissy Chambers (épisode 18)
- Jim Beaver (VF : Jacques Bouanich) : Bobby Singer (épisode 19)
- Curtis Armstrong (VF : Jean-Claude Montalban) : Metatron (épisodes 21, 22 et 23)
- Taylor Cole (VF : Michèle Lituac) : Sarah Blake [8] (épisode 22)
- Graham Wardle : Tommy Collins (épisode 22)
- Cindy Busby : Jenny Klein (épisode 22)
- Kim Rhodes (VF : Isabelle Ganz) : Jody Mills (épisode 23)

### Créatures de la saison
- Vampires
- Démons
- Dieux Païens
- Anges
- Loup-Garou
- Léviathans
- Fantômes
- Sorcier
- Fée
- Chevalier de l'Enfer
- Golem
- Nazis Nécromanciens
- Chien de l'enfer
- Djinn
- Faucheur

## Production

### Développement
Le 3 mai 2012 la série est renouvelée pour une huitième saison  et le scénariste Jeremy Carver remplace Sera Gamble en co-showrunner de la série , après avoir quitté la série à la fin de la saison 5.

### Diffusion
- Aux États-Unis, la saison a été diffusée du 3 octobre 2012 au 15 mai 2013 sur The CW.
- Au Canada, elle a été diffusée en simultanée sur CHCH-DT (Hamilton), CHEK-DT (Victoria) et CIIT-DT (Winnipeg). Elle a été aussi diffusée sur Space.

## Liste des épisodes

### Épisode 1:Retour à la normale
- États-Unis : 3 octobre 2012 sur The CW[11]
- Québec : 20 août 2013 sur Ztélé[12]
- France : 
  - 29 octobre 2013 sur TF6[13]
  - 14 juin 2014 sur M6
- Suisse : 1er septembre 2014 sur RTS Un[14]

- États-Unis : 1,85 million de téléspectateurs[15] (première diffusion)

Un an est passé depuis la mort de Dick Roman. Dean réapparaît en plein milieu d'une forêt, hagard, avec l'aide d'un allié inattendu. Alors qu'on apprend qu'il était depuis tout ce temps au Purgatoire, Sam lui avoue qu'il ne l'a pas recherché pendant cette année et qu'il a arrêté la chasse. 
- Le titre de cet épisode fait référence au film "We Need to Talk about Kevin"

### Épisode 2:Vente aux enchères
- États-Unis : 10 octobre 2012 sur The CW
- Québec : 27 août 2013 sur Ztélé
- France : 
  - 29 octobre 2013 sur TF6
  - 21 juin 2014 sur M6

- États-Unis : 2,51 millions de téléspectateurs[16] (première diffusion)

- Lauren Tom (La mère de Kevin)
- Tyler Johnston (Samandriel)

### Épisode 3:L'Arrache-cœur
- États-Unis : 17 octobre 2012 sur The CW
- Québec : 3 septembre 2013 sur Ztélé
- France : 
  - 30 octobre 2013 sur TF6
  - 21 juin 2014 sur M6

- États-Unis : 2,13 millions de téléspectateurs[17] (première diffusion)

- Kyra Zagorsky (Randa Moreno)
- Patty McCormack (Eleanor Holmes)
- Alan Ackles (l'inspecteur Pike)

- Le père de Jensen Ackles joue dans cet épisode

### Épisode 4:Caméra au poing
- États-Unis : 24 octobre 2012 sur The CW
- Québec : 10 septembre 2013 sur Ztélé
- France : 
  - 30 octobre 2013 sur TF6
  - 21 juin 2014 sur M6

- États-Unis : 1,86 million de téléspectateurs[18] (première diffusion)

- Leigh Parker (Brian)
- Brandon W. Jones (Mike)
- Britni Sheridan (Kate)

- Cet épisode est tourné à la caméra subjective.[réf. souhaitée]
- Le morceau What's the Matter du groupe Milo Greene revient 5 fois dans cet épisode, notamment en tant qu'ouverture et fermeture de l'épisode.
- Cet épisode fait des allusions au roman Sa Majesté des mouches.[réf. souhaitée]

### Épisode 5:Les Vampirates
- États-Unis : 31 octobre 2012 sur The CW
- Québec : 17 septembre 2013 sur Ztélé
- France : 
  - 6 novembre 2013 sur TF6
  - 28 juin 2014 sur M6

- États-Unis : 1,78 million de téléspectateurs[19] (première diffusion)

- Patrick Stafford (Maker, un vampire)

### Épisode 6:Le Soldat inconnu
- États-Unis : 7 novembre 2012 sur The CW
- Québec : 24 septembre 2013 sur Ztélé
- France : 
  - 6 novembre 2013 sur TF6
  - 28 juin 2014 sur M6

- États-Unis : 2,32 millions de téléspectateurs[20] (première diffusion)

- Julian Bailey (Scott Lew)
- Karen Kruper (Sara Alcott Brown)
- DJ Qualls  (Garth)

### Épisode 7:Delta Mendota
- États-Unis : 14 novembre 2012 sur The CW
- Québec : 1er octobre 2013 sur Ztélé
- France : 
  - 13 novembre 2013 sur TF6
  - 28 juin 2014 sur M6

- États-Unis : 2,32 millions de téléspectateurs[21] (première diffusion)

- Amanda Tapping (Naomi)
- Lauren Tom (la mère de Kevin),

### Épisode 8:Quoi de neuf, docteur?
- États-Unis : 28 novembre 2012 sur The CW
- Québec : 8 octobre 2013 sur Ztélé
- France : 
  - 13 novembre 2013 sur TF6
  - 5 juillet 2014 sur M6

- États-Unis : 2 millions de téléspectateurs[22] (première diffusion)

- Mike Farrell (Fred Jones)

- A la fin de l'épisode, Dean prononce la phrase "That's all folks!" qui provient de la fin de chaque épisode des Looney Toons.

### Épisode 9:Qui sème le vent…
- États-Unis : 5 décembre 2012 sur The CW
- Québec : 15 octobre 2013 sur Ztélé
- France : 
  - 20 novembre 2013 sur TF6
  - 5 juillet 2014 sur M6

- États-Unis : 2,06 millions de téléspectateurs[23] (première diffusion)

- Jon Gries (Martin)

### Épisode 10:La Tablette des anges
- États-Unis : 16 janvier 2013 sur The CW
- Québec : 22 octobre 2013 sur Ztélé
- France : 
  - 20 novembre 2013 sur TF6
  - 5 juillet 2014 sur M6

- États-Unis : 1,99 million de téléspectateurs[24] (première diffusion)

- Tyler Johnston (Samandriel)

### Épisode 11:L'Arbre de la douleur
- États-Unis : 23 janvier 2013 sur The CW
- Québec : 29 octobre 2013 sur Ztélé
- France : 
  - 27 novembre 2013 sur TF6
  - 12 juillet 2014 sur M6

- États-Unis : 2,01 millions de téléspectateurs[25] (première diffusion)

- Felicia Day (Charlie)
- Tiffany Dupont (une fée)

A la fin de l’épisode, Dean fait un clin d’œil au film Braveheart en récitant les paroles d'encouragement de William Wallace (Mel Gibson) 
Ils se présentent sous les noms des inspecteurs Taggart et Rosewood référence au film "Le Flic de Beverly hills"

### Épisode 12:Abbadon
- États-Unis : 30 janvier 2013 sur The CW
- Québec : 5 novembre 2013 sur Ztélé
- France : 
  - 12 novembre 2013 sur TF6
  - 12 juillet 2014 sur M6

- États-Unis : 2,12 millions de téléspectateurs[26] (première diffusion)

- Gil McKinney (Henry Winchester)

### Épisode 13:L'Ordre de Thulé
- États-Unis : 6 février 2013 sur The CW
- Québec : 12 novembre 2013 sur Ztélé
- France : 
  - 4 décembre 2013 sur TF6
  - 12 juillet 2014 sur M6

- États-Unis : 2,29 millions de téléspectateurs[27] (première diffusion)

### Épisode 14:Les Trois Épreuves
- États-Unis : 13 février 2013 sur The CW
- Québec : 19 novembre 2013 sur Ztélé
- France : 
  - 4 décembre 2013 sur TF6
  - 19 juillet 2014 sur M6

- États-Unis : 2,41 millions de téléspectateurs[28] (première diffusion)

### Épisode 15:Les Familiers
- États-Unis : 20 février 2013 sur The CW
- Québec : 26 novembre 2013 sur Ztélé
- France : 
  - 11 décembre 2013 sur TF6
  - 19 juillet 2014 sur M6

- États-Unis : 2,1 millions de téléspectateurs[29] (première diffusion)

### Épisode 16:Le Choc des Titans
- États-Unis : 27 février 2013 sur The CW
- Québec : 3 décembre 2013 sur Ztélé
- France : 
  - 11 décembre 2013 sur TF6
  - 19 juillet 2014 sur M6

- États-Unis : 2,13 millions de téléspectateurs[30] (première diffusion)

### Épisode 17:Les Cryptes de Lucifer
- États-Unis : 20 mars 2013 sur The CW
- Québec : 10 décembre 2013 sur Ztélé
- France : 
  - 17 décembre 2013 sur TF6
  - 26 juillet 2014 sur M6

- États-Unis : 2,16 millions de téléspectateurs[31] (première diffusion)

- Meg meurt dans cet épisode

### Épisode 18:La chasse est ouverte
- États-Unis : 27 mars 2013 sur The CW
- Québec : 17 décembre 2013 sur Ztélé
- France : 
  - 17 décembre 2013 sur TF6
  - 26 juillet 2014 sur M6

- États-Unis : 2,23 millions de téléspectateurs[32] (première diffusion)

- Madison McLaughlin (Krissy Chambers)

### Épisode 19:Aller-retour pour l'enfer
- États-Unis : 3 avril 2013 sur The CW
- Québec : 24 décembre 2013 sur Ztélé
- France : 
  - 3 janvier 2014 sur TF6
  - 26 juillet 2014 sur M6

- États-Unis : 1,9 million de téléspectateurs[33] (première diffusion)

### Épisode 20:Game Over
- États-Unis : 24 avril 2013 sur The CW
- France : 
  - 3 janvier 2014 sur TF6
  - 2 août 2014 sur M6

- États-Unis : 2,38 millions de téléspectateurs[34] (première diffusion)

- Felicia Day (Charlie)

### Épisode 21:Le Roi de l'évasion
- États-Unis : 1er mai 2013 sur The CW
- France : 
  - 10 janvier 2014 sur TF6
  - 2 août 2014 sur M6

- États-Unis : 2,07 millions de téléspectateurs[35] (première diffusion)

### Épisode 22:Jeu de massacres
- États-Unis : 8 mai 2013 sur The CW
- France : 
  - 10 janvier 2014 sur TF6
  - 9 août 2014 sur M6

- États-Unis : 2,07 millions de téléspectateurs[36] (première diffusion)

- Taylor Cole (Sarah Blake)
- Cindy Busby (Jenny Klein)
- Graham Wardle (Tommy Collins)
- Alaina Huffman (Abbadon)

### Épisode 23:L'Arc de Cupidon
- États-Unis : 15 mai 2013 sur The CW[37]
- France : 
  - 17 janvier 2014 sur TF6
  - 9 août 2014 sur M6

- États-Unis : 2,31 millions de téléspectateurs[38] (première diffusion)

- Alaina Huffman (Abbadon)
- Kim Rhodes (Shérif Jody Mills)

Crowley continue à menacer les frères Winchester de tuer tous ceux qu'ils ont sauvés s'ils n'arrêtent pas les épreuves pour fermer les portes de l'Enfer.
Pendant ce temps, Castiel, avec l'aide de Metatron, cherche à fermer les portes du Paradis en s'attaquant à la deuxième épreuve, à savoir récupérer l'arc de Cupidon.